# Tulip 対地ロケット
Tulip 対地ロケット（チューリップたいちロケット、Tulip Rocket）は第二次世界大戦中に使用されたイギリス製のロケット弾である。
　

## 概要
このロケット弾は本来、航空近接支援を行うホーカー タイフーンなどの戦闘爆撃機が装備していた空対地ロケット弾で、RP-3の名称が与えられていた。1944年頃にトーチカなどの強固な防御拠点に対する攻撃火力を欲していた機甲部隊がこのロケット弾を空軍から「入手」し、航空機用の発射レールごとシャーマン戦車やスタッグハウンド装甲車の砲塔側面に取り付けたものである。「Tulip」（チューリップ）という愛称はロケット弾の形状に由来するものである。
ロケット弾には、14ポンド（約6.35kg）の高性能炸薬を含む弾頭が装着されていた。

## 参考資料
Peter Chamberlain , Terry Gander 『WW2 Fact Files,Mortars and Rockets』 （1975） Arco Publishing Company,Inc. ISBN 0668038179